# Palleau
Palleau este o comună în departamentul Saône-et-Loire, Franța. În 2009 avea o populație de 193 de locuitori.

## Evoluția populației
| An        | 1975 | 1982 | 1990 | 1999 | 2006 | 2009 |
| --------- | ---- | ---- | ---- | ---- | ---- | ---- |
| Populație | 130  | 115  | 99   | 109  | 175  | 193  |